# 剣山 (北山たけしの曲)
「剣山」（つるぎさん）は、2009年1月21日に発売された北山たけしの7枚目のシングル。

## 解説
- 『第60回NHK紅白歌合戦』にて歌唱された。

## 収録曲
1. 剣山 (4:59)
作詞：麻こよみ／作曲：原譲二／編曲：前田俊明
2. 剣山（オリジナル・カラオケ） (4:59)
3. 剣山（メロ入りカラオケ） (4:59)
4. 瀬戸内海 (4:15)
作詞：麻こよみ／作曲：原譲二／編曲：前田俊明
5. 瀬戸内海（オリジナル・カラオケ） (4:15)